# Richea pandanifolia
Espèce
Classification phylogénétique
Richea pandanifolia est une espèce de plantes à fleurs de la famille des Ericaceae endémique en Tasmanie.
Il a l'apparence d'un palmier, le plus souvent avec une simple tige ou parfois ramifié et mesure entre 2 et 12 mètres de hauteur. Il a des feuilles serrées les unes contre les feuilles qui se terminent en pointe. Les fleurs apparaissent en panicules, mesurant jusqu'à 25 centimètres de long et sont de couleur blanche à rose foncé.

## Synonyme
- Cystanthe pandanifolia Hook.f.Kuntze